# Empresa Municipal de Transportes de Tarragona
La EMT Tarragona o EMTT Tarragona(Empresa Municipal de Transportes de Tarragona) es una empresa pública gestionada por el Ayuntamiento de Tarragona que se encarga del transporte urbano de la ciudad de Tarragona. Presta servicio con 17 líneas diarias, 3 líneas nocturnas y 3 líneas de verano